# Gene Clark with the Gosdin Brothers
Gene Clark with the Gosdin Brothers är det första studioalbumet med den amerikanske sångaren och låtskrivaren Gene Clark efter att han lämnade The Byrds. Med sig har han bröderna Vern och Rex Gosdin, Byrds-medlemmarna Chris Hillman och Michael Clarke samt den framtida Byrds-medlemmen Clarence White.
Albumet lanserades av skivbolaget Columbia Records februari 1967. Senare har albumet återutgivits flera gånger med olika bonusspår.

## Låtlista
Sida 1
1. "Echoes" – (3:15)
2. "Think I'm Gonna Feel Better" – (1:32)
3. "Tried So Hard" – (2:18)
4. "Is Yours Is Mine" – (2:25)
5. "Keep on Pushin'" (Gene Clark, Bill Rinehart) – (1:44)
6. "I Found You" – (3:00)

Sida 2
1. "So You Say You Lost Your Baby" – (2:07)
2. "Elevator Operator" (Clark, Rinehart) – (2:53)
3. "The Same One" – (3:27)
4. "Couldn't Believe Her" – (1:52)
5. "Needing Someone" – (2:03)

Bonusspår på 2007-utgåvan till Sundazed Records
1. "Tried So Hard" (alternativ version) – (2:18)
2. "Elevator Operator" (alternativ version) – (2:53)
3. "Only Colombe" (mono) – (2:18)
4. "The French Girl" (Tyson, Fricker) (mono) – (2:18)
5. "So You Say You Lost Your Baby" (akustisk demo) – (2:07)
6. "Is Yours Is Mine" (akustisk demo) – (2:25)

Alla låtar skrivna av Gene Clark om inget annat angivits.

## Medverkande
- Gene Clark – sång, gitarr, munspel
- Vern Gosdin – bakgrundssång
- Rex Gosdin – bakgrundssång

Bidragande musiker
- Glen Campbell – elgitarr
- Jerry Cole – gitarr
- Bill Rinehart – gitarr
- Clarence White – gitarr
- Doug Dillard – banjo
- Leon Russell – piano, cembalo, arrangering
- Van Dyke Parks  – keyboard
- Chris Hillman – basgitarr
- Jim Gordon – trummor[2]
- Michael Clarke – trummor
- Joel Larson – trummor